# Manslaughter (album)
Manslaughter è il quinto album in studio del gruppo heavy metal statunitense Body Count, pubblicato nel 2014.

## Tracce
1. Talk Shit, Get Shot – 3:47
2. Pray For Death – 3:40
3. 99 Problems BC – 3:09
4. Back to Rehab – 3:25
5. Manslaughter – 3:13
6. Get a Job – 3:01
7. Institutionalized 2014 – 3:46
8. Pop Bubble (featuring Jamey Jasta) – 3:24
9. Enter the Dark Side – 3:30
10. Bitch in the Pit – 3:00
11. Black Voodoo Sex – 3:58
12. Wanna Be a Gangsta – 3:45
13. I Will Always Love You – 5:14
14. 99 Problems BC - Rock mix – 3:22

## Formazione
- Ice-T – voce
- Ernie C – chitarra
- Vincent Price – basso
- Juan of the Dead – chitarra
- Ill Will – batteria
- Sean E Sean – cori, sampler